# Weinfelden

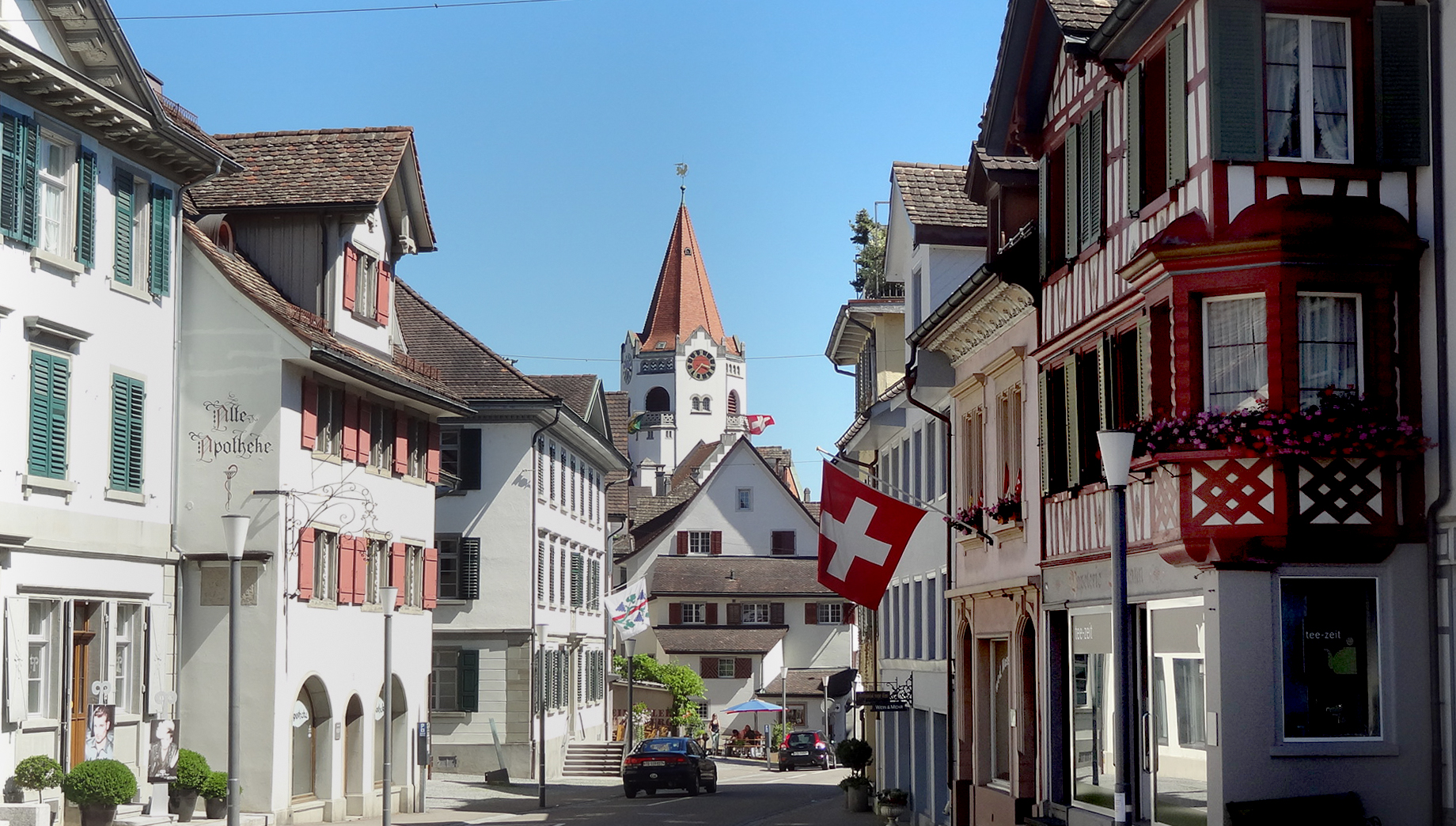
Gamla stan (Altstadt) i Weinfelden.

Weinfelden är en stad och kommun i distriktet Weinfelden i kantonen Thurgau i Schweiz. Kommunen har 12 233 invånare (2023). Weinfelden är huvudort i distriktet med samma namn.
I kommunen ligger även orten Weerswilen.
En majoritet (88,3 %) av invånarna är tyskspråkiga (2014). 30,7 % är katoliker, 40,6 % är reformert kristna och 28,7 % tillhör en annan trosinriktning eller saknar en religiös tillhörighet (2014).
| Ort        | Invånare 31 dec 2021 |
| ---------- | -------------------- |
| Weinfelden | 11 278               |
| Weerswilen | 99                   |